# Ліново (Куявсько-Поморське воєводство)
Ліново (пол. Linowo, нім. Königlich Lindenau) — село в Польщі, у гміні Свеці-над-Осою Ґрудзьондзького повіту Куявсько-Поморського воєводства.
Населення — 849 осіб (2011).
У 1975-1998 роках село належало до Торунського воєводства.

## Демографія
Демографічна структура станом на 31 березня 2011 року:
|          | Загалом | Допрацездатний вік | Працездатний вік | Постпрацездатний вік |
| -------- | ------- | ------------------ | ---------------- | -------------------- |
| Чоловіки | 445     | 121                | 292              | 32                   |
| Жінки    | 404     | 92                 | 254              | 58                   |
| Разом    | 849     | 213                | 546              | 90                   |